# Turrell (Arkansas)
Turrell est une ville située dans l’État américain de l'Arkansas, dans le comté de Crittenden.